# خشت‌سر
خشت‌سر، روستایی است از توابع بخش مرکزی شهرستان محمودآباد در استان مازندران ایران.

## جمعیت
این روستا در دهستان اهلم‌رستاق شمالی قرار دارد و براساس سرشماری مرکز آمار ایران در سال 1395، جمعیت آن 2656 نفر (901خانوار) بوده‌است.
تعداد زنان بر اساس  سرشماری مرکز آمار ایران در سال 1395 (1296) نفر  و تعداد مردان (1360) نفر بوده است .